# Эпштейн, Евсей Владимирович
Евсей Владимирович Эпштейн (25 апреля 1933, Бобруйск — 23 декабря 2006, Киев) — советский и украинский учёный в области радиационной эндокринологии. Доктор медицинских наук (1981), профессор (1992). Член-корреспондент АМН Украины (1993), Заслуженный деятель науки и техники Украины (2003), лауреат Государственной Премии Украины (2007, посмертно).

## Биография
Окончил Киевский мед. институт (1956), где и работал до 1967. В 1967—1968 — в Киевском НИИ гематологии и переливания крови. С 1968 — работал в Институте эндокринологии и обмена веществ АМНУ (Киев) (ныне — Институт эндокринологии и обмена веществ им. В. П. Комиссаренко АМН Украины): в 1985—2006 — зав. лабораторией функциональной диагностики.
Автор 259 научных работ.
Похоронен на Берковецком кладбище.

## Научные работы
- «Ультразвуковая диагностика заболеваний эндокринных желез». К., 1992 (соавтор.); Atrial Natriuretic Peptide in the Arterial Hypertension in Patients with Diabetes Mellitus // ЛВ. Чикаґо, 1993. Ч. 1;
- «Ультразвуковое исследование щитовидной железы: Атлас-руководство». К., 2004 (соавтор.);
- «Рак щитовидной железы: прогностическое значение морфологических характеристик опухолей» (Обзор литературы и собственные исследования) // Журн. АМНУ. 2005. Т. 11, № 1 (соавтор.);
- «Рак щитовидной железы: диагностика и послеоперационное лечение» // Ендокринологія. 2006. Т. 11, № 1 (соавтор.).